# Parçac
Parçac (en francès Parsac) és una localitat i comuna de França, a la regió de la Nova Aquitània, departament de la Cruesa. La seva població al cens de 1999 era de 592 habitants. Està integrada a la Communauté de communes du Carrefour des Quatre Provinces.

## Demografia
| 1968 | 1975 | 1982 | 1990 | 1999 |
| ---- | ---- | ---- | ---- | ---- |
| 768  | 681  | 644  | 619  | 592  |

## Administració
| Període   | Identitat     | Partit |
| --------- | ------------- | ------ |
| 2001-2008 | Denise Gaumer |        |
| 2008-     | François Riva |        |